# Alexandr Serebrov
Alexandr Alexandrovič Serebrov, rusky Серебров, Александр Александрович (15. února 1942 v Moskvě – 12. listopadu 2013 tamtéž) byl sovětský kosmonaut ruské národnosti, který se zúčastnil čtyř misí na oběžnou dráhu Země či k orbitálním stanicím Saljut 7 a Mir.

## Život

### Mládí a výcvik
V roce 1978 byl přijat do oddílu kosmonautů.

### Lety do vesmíru
Křest nováčka si odbyl v roce 1982, když společně s kosmonauty Leonidem Popovem a Světlanou Savickou absolvoval let na Sojuzu T-7 (COSPAR 1982-080A), se startem z Bajkonuru 19. srpna 1982. Celá trojice se připojila k orbitální stanici Saljut 7, po týdnu pracovní činnosti odletěla na Zemi.
Druhý let měl stejný cíl, tedy orbitální stanici. Start byl 20. dubna 1983 opět z Bajkonuru v lodi Sojuz T-8. V tříčlenné posádce byl spolu s Vladimirem Titovem a Gennadijem Strekalovem. Připojení se nezdařilo a tak se s lodí vrátili druhý den na Zemi.
Potřetí letěl v modernější lodi Sojuz TM-8. Startovali 5. září 1989 z Bajkonuru a připojili se k orbitální stanici Mir. Zde pak pracoval celých pět měsíců (165 dní), aby se ve stejné lodi vrátil na Zem.
Obdobný byl čtvrtý let v polovině roku 1993. Letěl v lodi Sojuz TM-17 na Mir, zde strávil přes půl roku a pak se vrátil na Zem. To mu bylo 51 roků.
Je registrován jako 110. člověk ve vesmíru s 372 dny strávenými v kosmu. Absolvoval 10 výstupů do volného vesmíru (EVA), vesměs ze stanice Mir, při nichž strávil 31 hodin.
- Sojuz T-7, Saljut 7 (19. srpna 1982 – 27. srpna 1982)
- Sojuz T-8 (20. dubna 1983 – 22. dubna 1983)
- Sojuz TM-8, Mir (5. září 1989 – 19. února 1990)
- Sojuz TM-17, Mir (1. července 1993 – 14. ledna 1994)

## Po letech
V roce 2002 při hašení svého domu utrpěl značné popáleniny a strávil řadu týdnů v nemocnici.